# Авіаносець флоту

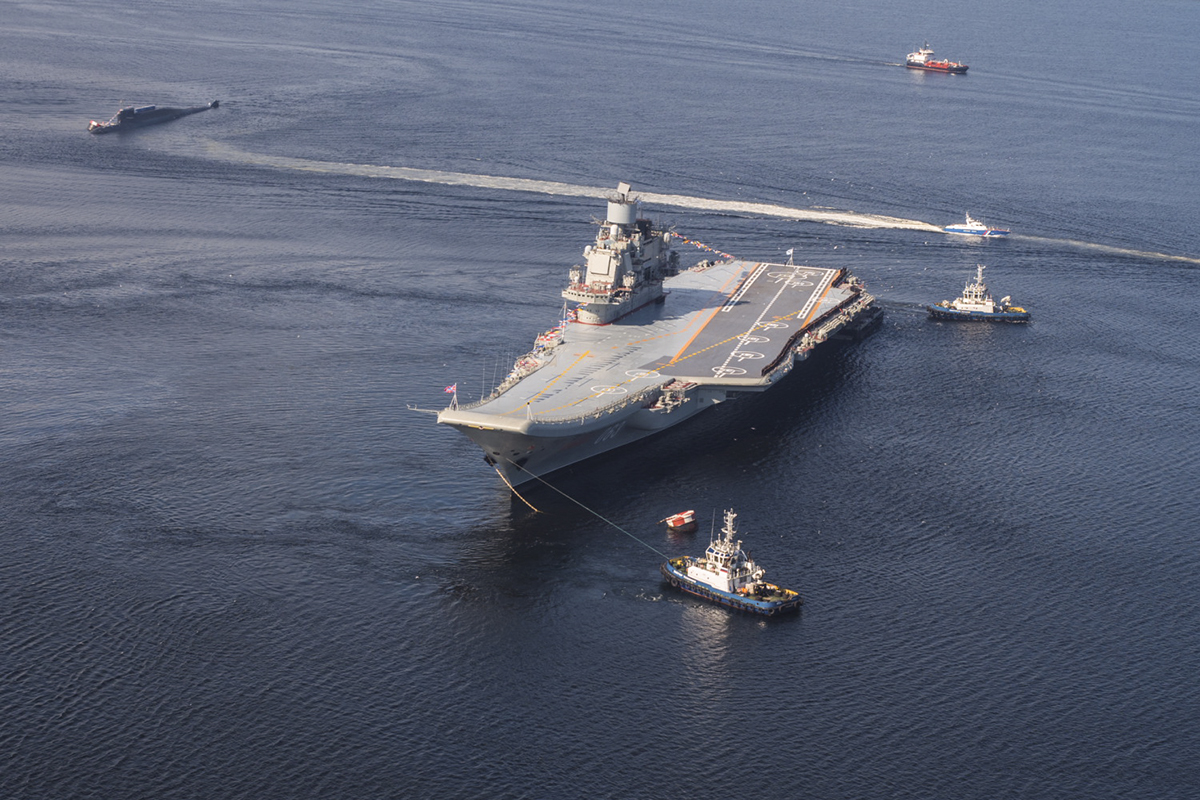
Адмірал Кузнецов

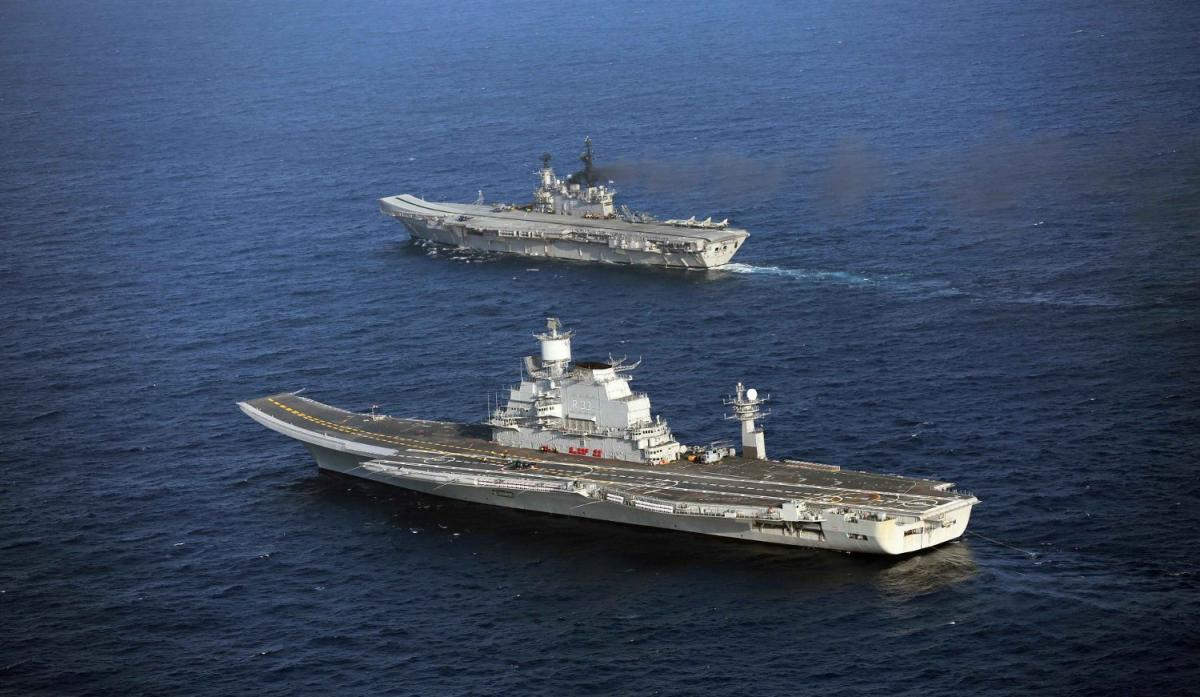
INS Viraat (зверху), легкі авіаносці, та INS Vikramaditya (внизу), авіаносець флоту середнього розміру

Авіаносець флоту — це авіаносець, призначений для дій з основним флотом військово-морських сил певної держави. Термін з'явився під час Другої світової війни, аби відрізняти такі кораблі від ескортних авіаносців та інших авіаносців менших розмірів. Крім авіаносців середнього розміру, «суперавіаносців» — кораблів тоннажністю близько 100 000 тонн, які наразі мають лише ВМС США, як авіаносці флоту розглядають також деякі легкі авіаносці зазвичай за умови відсутності у складі флоту більших кораблів.